# Chelidonis (Mätresse)
Chelidonis oder Chelidon war eine römische Prostituierte und nach Marcus Tullius Cicero die Mätresse von Gaius Verres. Sie hatte einflussreiche Freier wie den römischen Ritter Caius Mustius, Marcus Iunius und dessen Vormund Publius Potitius. Während der Prätur des Gaius Verres in Rom im Jahre 74 v. Chr. soll sie direkt oder über ihre Freier Einfluss auf die Gesetzgebung und den Erlass von Dekreten genommen haben. Niemand soll etwas gegen ihren Willen in Rom  durchgesetzt haben. Als sie um 72 v. Chr. starb, vererbte sie ihr Vermögen Gaius Verres, der zu dieser Zeit Proprätor auf Sizilien war. Ihr zu Ehren stiftete er im Tempel der Venus auf dem Berg Eryx eine silberne Amor-Statue.